# Hydroélectricité en Italie

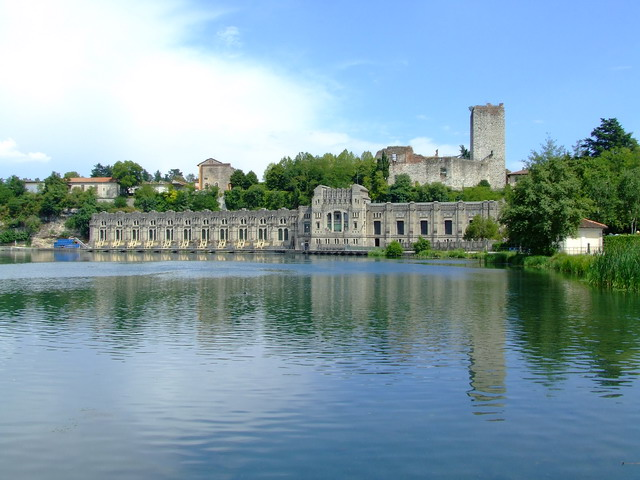
Centrale Taccani (10.5 MW), mise en service en 1906 à Trezzo sull'Adda.

Le secteur de l'hydroélectricité en Italie occupe une place majeure : en moyenne, 12 à 17 % (selon les variations climatiques) de la production électrique est d'origine hydraulique (15,9 % en 2023).
L'Italie a été un des pays pionniers de l'hydroélectricité : ses premières centrales hydroélectriques furent construites à la fin du XIXe siècle.
Elle se classe en 2024 au 5e rang des producteurs d’hydroélectricité en Europe avec 7,9 % de la production hydroélectrique européenne et au 14e rang mondial avec 1,2 % de la production hydroélectrique mondiale.
La puissance installée du parc hydroélectrique italien est en 2024 au 4e rang européen, avec 8,4 % du total européen, et au 12e rang mondial avec 1,5 % du total mondial.
L'Italie occupe le 2e rang européen pour les centrales de pompage-turbinage avec 12,9 % du total européen, derrière l'Allemagne et devant l'Espagne, la France et la Suisse, et le 5e rang mondial derrière la Chine, le Japon, les États-Unis et l'Allemagne.

## Potentiel hydroélectrique
Le potentiel théorique de l'hydroélectricité en Italie a été évalué à 200 TWh/an, dont 47 TWh/an économiquement exploitable ; la production atteignant 45 TWh/an en 2011, on peut constater que le potentiel est exploité à 95 %. La construction de nouvelles centrales a cessé du fait de contraintes techniques, environnementales et économiques ; les seuls développements envisageables résident dans la modernisation et la rénovation d'installations existantes ; il reste cependant un potentiel de développement dans la micro-hydraulique (<100 kW), dont le potentiel économiquement exploitable est évalué à 12,5 TWh/an. Les centrales existantes de moins de 10 MW représentent environ 14 % de la puissance installée totale, dont 11 % au-dessus de 1 MW et 3 % au-dessous.

## Histoire

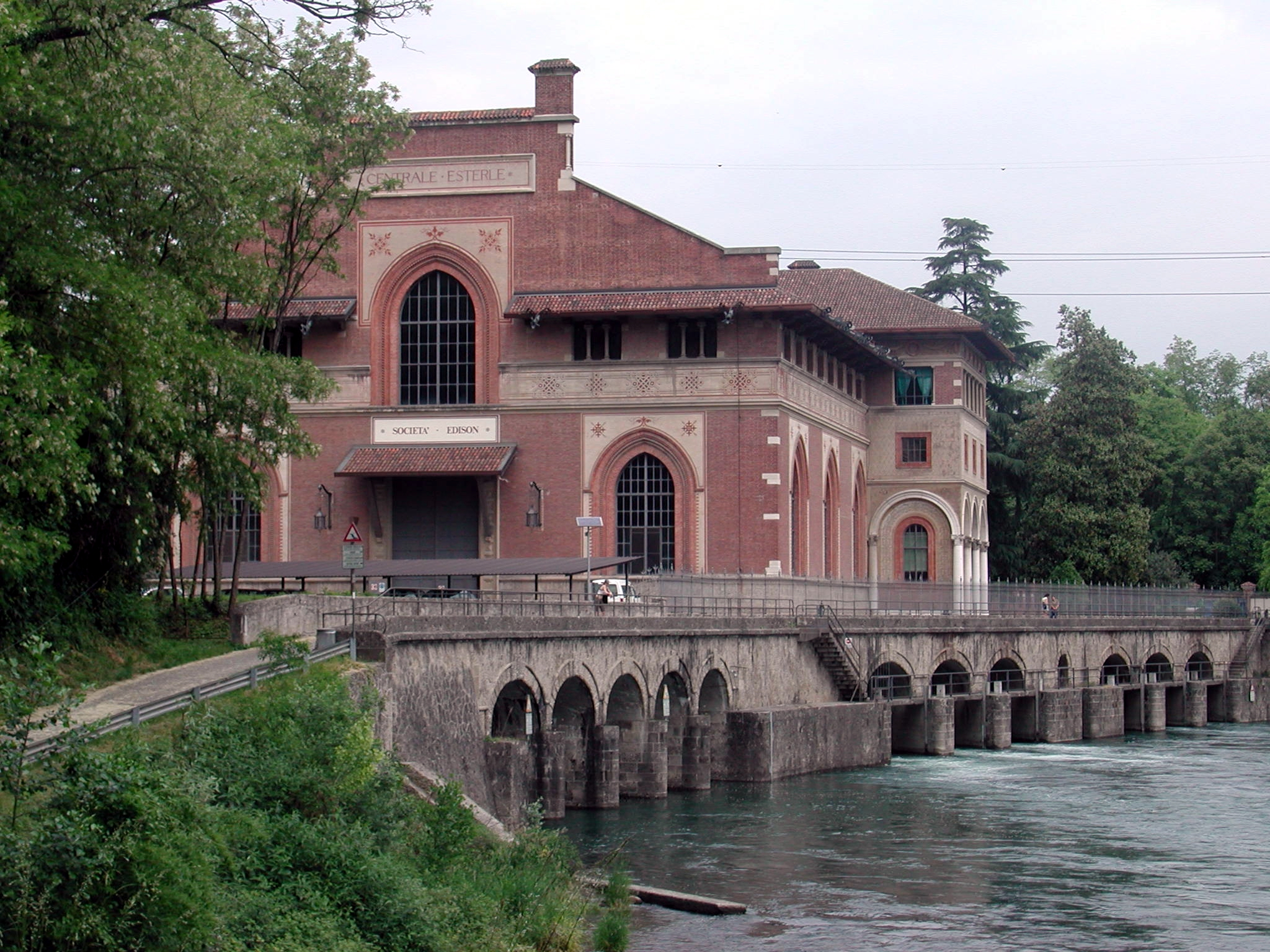
Centrale hydroélectrique Esterle, construite de 1906 à 1914 à Cornate d'Adda sur le fleuve Adda, à l'aval de la centrale Bertini, construite de 1895 à 1898.

En 1883, l'ingénieur Lorenzo Vanossi conçoit et installe à Chiavenna le premier générateur électrique de la province de Sondrio actionné par la force hydraulique.
La première centrale hydroélectrique italienne de grande taille fut celle de Paderno, sur l'Adda, construite en 1898 par la société Edison, issue en 1884 du Comité de Giuseppe Colombo, qui avait créé en 1883 à Milan la première centrale électrique (thermique) pour l'éclairage du centre de la ville. La puissance installée de la centrale de Paderno n'était que de 10 MW, mais c'était alors la plus grande centrale hydroélectrique d'Europe ; une ligne de 32 km la reliait à Milan pour alimenter le tramway. Le développement de l'hydroélectricité est très rapide : de 1898 à 1908, la puissance installée électrique s'accroit de 429 MW, dont 325 MW hydrauliques. La production d'électricité passe de 40 GWh en 1895 à 1 300 GWh en 1908, 2 800 GWh en 1914 et 20 000 GWh en 1942. En 1918, 75,5 % des centrales hydroélectriques se trouvaient en Italie du nord, 16,5 % en Italie centrale, 7 % en Italie du sud et 1 % dans les îles.
Le graphique ci-dessous met en évidence l'importance considérable qu'a eue l'hydroélectricité (Idroelettrica, en rosé à la base du diagramme) depuis les débuts de l'histoire de l'électricité en Italie jusqu'au boom des énergies fossiles des années 1960 :

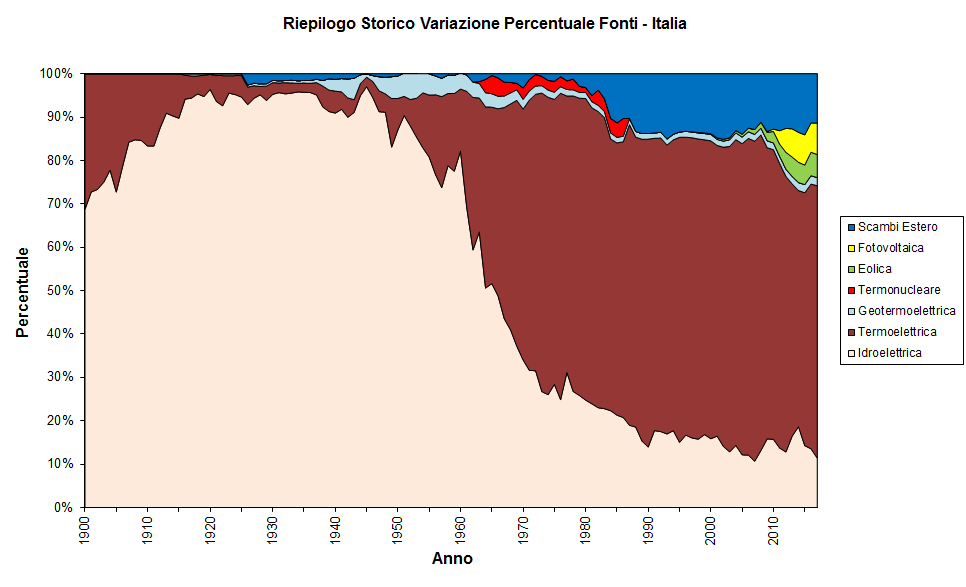
Évolution de la répartition en % des sources d'électricité en Italie.
Source : Terna

## Production hydroélectrique
L'Energy Institute estime la production hydroélectrique italienne en 2024 à 55,2 TWh, soit 14,7 % de la production d'électricité du pays. En 2023, elle n'avait produit que 40,5 TWh et 28,4 TWh en 2022 : les fluctuations liées aux précipitations sont de très grande ampleur. L'Italie se situe en 2024 au 5e rang en Europe (7,9 % du total européen), derrière la Norvège (20 %), la Turquie (10,7 %), la France (10,2 %) et la Suède (9,3 %), et au 14e rang mondial (1,2 % du total mondial).
Selon l'International Hydropower Association, la production hydroélectrique de l'Italie a remonté à 46 TWh en 2024, soit 1,0 % du total mondial, très loin derrière la Chine : 1 424 TWh, le Brésil : 415 TWh et le Canada : 342 TWh ; en Europe, l'Italie occupe le 6e rang avec 6,8 % du total européen.
En 2023, selon l'Agence internationale de l'énergie, l'Italie a produit 42,0 TWh d'hydroélectricité, soit 15,9 % de sa production d'électricité.
| Année | Production (Gwh) | Variation (%) | Part (%) |
| 1990  | 35 079           |               | 16,2 %   |
| 2000  | 50 899           |               | 18,4 %   |
| 2010  | 54 406           |               | 18,0 %   |
| 2020  | 49 495           |               | 17,6 %   |
| 2021  | 47 478           | -4,1 %        | 16,4 %   |
| 2022  | 30 290           | -36,2 %       | 10,7 %   |
| 2023  | 41 999           | +38,7 %       | 15,9 %   |
| 2024  | 55 200           | +31,4 %       | 12,0 %   |

| Production (TWh)                   | 1960 | 1970   | 1980   | 1990   | 2000   | 2010   | 2015   | 2016   | 2017   | 2018   | 2019   | 2020   |
| Hydraulique                        | 46,1 | 41,3   | 47,5   | 35,1   | 50,9   | 54,4   | 47,0   | 44,3   | 38,0   | 50,5   | 48,2   | 49,5   |
| moins Pompage                      | nd   | -1,4   | -3,3   | -4,8   | -9,1   | -4,5   | -1,9   | -2,5   | -2,5   | -2,3   | -2,5   | -2,7   |
| = hydro net                        | 46,1 | 39,9   | 44,2   | 30,3   | 41,8   | 49,9   | 45,1   | 41,8   | 35,5   | 48,2   | 45,7   | 46,8   |
| Production électrique totale brute | 56,2 | 116,1  | 182,5  | 211,8  | 267,5  | 297,6  | 283,0  | 289,8  | 295,8  | 289,7  | 293,9  | 280,5  |
| % hydro net                        | 82 % | 34,4 % | 24,2 % | 14,3 % | 15,6 % | 16,8 % | 15,9 % | 14,4 % | 12,0 % | 16,6 % | 15,5 % | 16,7 % |

Les variations climatiques entrainent des fluctuations de grande ampleur : par exemple, la production hydroélectrique brute chute de 14 % en 2017, puis remonte de 33 % en 2018.
Selon l'IHA, la production hydroélectrique de l'Italie a reculé à 30 TWh en 2022, soit 0,7 % du total mondial (21e rang mondial) ; en Europe, l'Italie occupe le 7e rang avec 5,3 % du total européen.
En 2021, l'Italie se classait au 15e rang mondial avec 1,1 % du total mondial, et au 5e rang européen avec 6,8 % du total européen.
En 2020, l'Italie se classait au 15e rang mondial avec 1,1 % du total mondial, et au 4e rang européen avec 7,1 % du total européen.
Les centrales hydrauliques ont produit 36,2 TWh en 2017 (après déduction du pompage), contre 42,4 TWh en 2016 et 45,5 TWh en 2015, en baisse de 14,7 % du fait de la faiblesse des précipitations ; elles ont assuré 34,8 % de la production d'électricité renouvelable, 12,2 % de la production électrique totale du pays et 10,9 % de la consommation intérieure brute d'électricité. Après correction des variations climatiques, la production de 2017 s'élève à 46,05 TWh, en baisse de 0,3 %. La production hydraulique réelle a chuté de 38 % par rapport à son maximum atteint en 2014 : 58,5 TWh. En 2020, elle est remontée à 49,5 TWh.
De 2003 à 2017, les petites centrales (≤ 1 MW) ont augmenté leur production de 60 % (de 1 455 GWh à 2 328 GWh), les centrales de taille moyenne (1 à 10 MW) de 22 % (de 5 732 GWh à 6 979 GWh) et les grandes centrales (> 10 MW) de -9 % (de 29 483 GWh GWh à 26 892 GWh), avec des fluctuations de grande ampleur dues au climat (précipitations) dissimulant la tendance de l'évolution : 25 715 GWh en 2007, 40 160 GWh en 2010 et 44 404 GWh en 2014) ; la production normalisée est passée de 43 313 GWh en 2004 à 46 047 GWh en 2017, soit +6,3 % en 13 ans.
Les centrales hydroélectriques italiennes sont réparties selon leurs caractéristiques techniques en trois types :
- centrales au fil de l'eau, qui turbinent simplement les apports naturels ;
- centrales d'éclusée, dotées d'une capacité de modulation faible : réservoir de capacité allant de 2 à 400 heures de production, permettant une régulation journalière ou hebdomadaire ;
- centrales de lac ou de réservoir, dotées d'une capacité de modulation de 400 heures ou plus, rendant possible une régulation saisonnière.

La production par type d'aménagement a évolué comme suit :
| Production (GWh)          | 2003   | 2010   | 2014   | 2015   | 2016   | 2017   | 2017/2003 | % production 2017 | % puissance 2017 |
| centrales au fil de l'eau | 14 583 | 21 741 | 25 649 | 20 919 | 19 847 | 17 724 | +22 %     | 49 %              | 29,8 %           |
| centrales d'éclusée       | 12 323 | 15 911 | 18 535 | 13 214 | 12 591 | 10 067 | -18 %     | 27,8 %            | 27 %             |
| centrales de lac          | 9 763  | 13 466 | 14 362 | 11 404 | 9 994  | 8 408  | -14 %     | 23,5 %            | 43,2 %           |
| Total                     | 36 670 | 51 117 | 58 545 | 45 537 | 42 432 | 36 199 | -1,3 %    | 100 %             | 100 %            |

Les données ci-dessus excluent les centrales de pompage-turbinage pur, dont la production n'est pas considérée renouvelable ; quant aux centrales de pompage-turbinage mixtes, seule leur production issue des apports naturels est prise en compte.
Les principales régions productrices sont en 2017 d'abord les provinces alpines qui regroupent 80 % de la production nationale :
- Lombardie : 8 622 GWh (23,8 %) ;
- Piémont : 6 022 GWh (16,6 %) ;
- Haut-Adige : 5 006 GWh (13,8 %) ;
- Vénétie : 2 949 GWh (8,1 %) ;
- Val d'Aoste : 2 784 GWh (7,7 %) ;
- Trentin : 2 307 GWh (6,4 %) ;
- Frioul-Vénétie Julienne : 1 228 GWh (3,4 %).

Mais les Apennins ont un apport non négligeable :
- Abruzzes : 1 475 GWh (4,1 %) ;
- Ombrie : 1 229 GWh (3,4 %) ;
- Calabre : 926 GWh (2,6 %) ;
- Émilie-Romagne : 730 GWh (2,0 %) ;
- Latium : 694 GWh (1,9 %) ;
- Toscane : 532 GWh (1,5 %), etc.

## Puissance installée
La puissance installée des centrales hydroélectriques de l'Italie atteignait 22 089 MW fin 2024 ; c'est le 4e parc hydroélectrique européen, avec 8,4 % du total européen, derrière la Norvège (12,9 %), la Turquie (12,5 %) et l'Espagne (8,7 %), et le 12e mondial, avec 1,5 % du total mondial, très loin derrière la Chine (435 950 MW) ; les centrales de pompage-turbinage représentent 32,8 % de cette puissance : 7 256 MW, soit 12,9 % du total européen, au 2e rang européen derrière l'Allemagne (9 449 MW).
L'Italie a mis en service en 2022 le projet Palestro (3,6 MW) sur la rivière Sesla, en utilisant un barrage existant dont la fonction est de réguler le débit d'eau pour les rizières ; ce projet a été réalisé grâce à un financement participatif impliquant les collectivités locales.
Il n'y a pas eu de mise en service en 2021.
En 2019, l'Italie a mis en service 95 MW.
| Taille                 | Nombre | %     | Puissance (MW) | %      |
| puissance ≤ 1 MW       | 3 074  | 72 %  | 841            | 4,5 %  |
| puissance de 1 à 10 MW | 886    | 21 %  | 2 641          | 14 %   |
| puissance > 10 MW      | 308    | 7 %   | 15 381         | 81,5 % |
| Total                  | 4 268  | 100 % | 18 863         | 100 %  |

Les données ci-dessus excluent les centrales de pompage-turbinage pur, dont la production n'est pas considérée renouvelable ; quant aux centrales de pompage-turbinage mixtes (celles qui ont une part de production issue des apports naturels), leur puissance totale est prise en compte.
Le nombre des centrales est passé de 1 998 en 2003 à 4 268 en 2017 (+114 %) et leur puissance de 16 970 à 18 863 (+11,2 %).
La majeure partie des centrales sont situées dans les provinces alpines du nord du pays : 81,8 % en nombre et 59,5 % en puissance installée, en particulier en Lombardie (652 centrales, 5 141 MW), Piémont (905 centrales, 2 739 MW), Haut-Adige (543 centrales, 1 716 MW), Trentin (268 centrales, 1 632 MW) et Vénétie (393 centrales, 1 171 MW), mais les Abruzzes ont 71 centrales (1 013 MW).

## Politique énergétique
La loi italienne assure un tarif de rachat garanti pour les centrales hydroélectriques au fil de l’eau d’une capacité allant jusqu’à 250 kW, et des appels d’offres sont organisés pour les centrales hydroélectriques de plus de 10 MW.
Les objectifs fixés par le pays pour 2020 sont une production de 42 TWh/an avec 17,8 GW de puissance installée.

## Principales centrales hydroélectriques

### Centrales de pompage-turbinage
L'Italie occupe en 2024 le 2e rang européen pour les centrales de pompage-turbinage avec 7 256 MW, soit 12,9 % du total européen, derrière l'Allemagne (9 449 MW) et devant l'Espagne (5 650 MW), la France (5 187 MW) et la Suisse (4 055 MW) ; elle se situe au 5e rang mondial derrière la Chine : 58 690 MW, le Japon : 27 470 MW, les États-Unis : 22 266 MW et l'Allemagne. Plusieurs projets sont en développement, stimulés par la perspective du lancement d'un marché de capacité. Ainsi, en avril 2024, Repower confirme attendre l'autorisation de son projet de Campolattaro (600 MW) et en juillet 2024, Edison et WeBuild annoncent leur intention de développer conjointement les projets de Pescopagano et de Villarosa (500 MW au total).

Principales centrales italiennes de pompage-turbinage
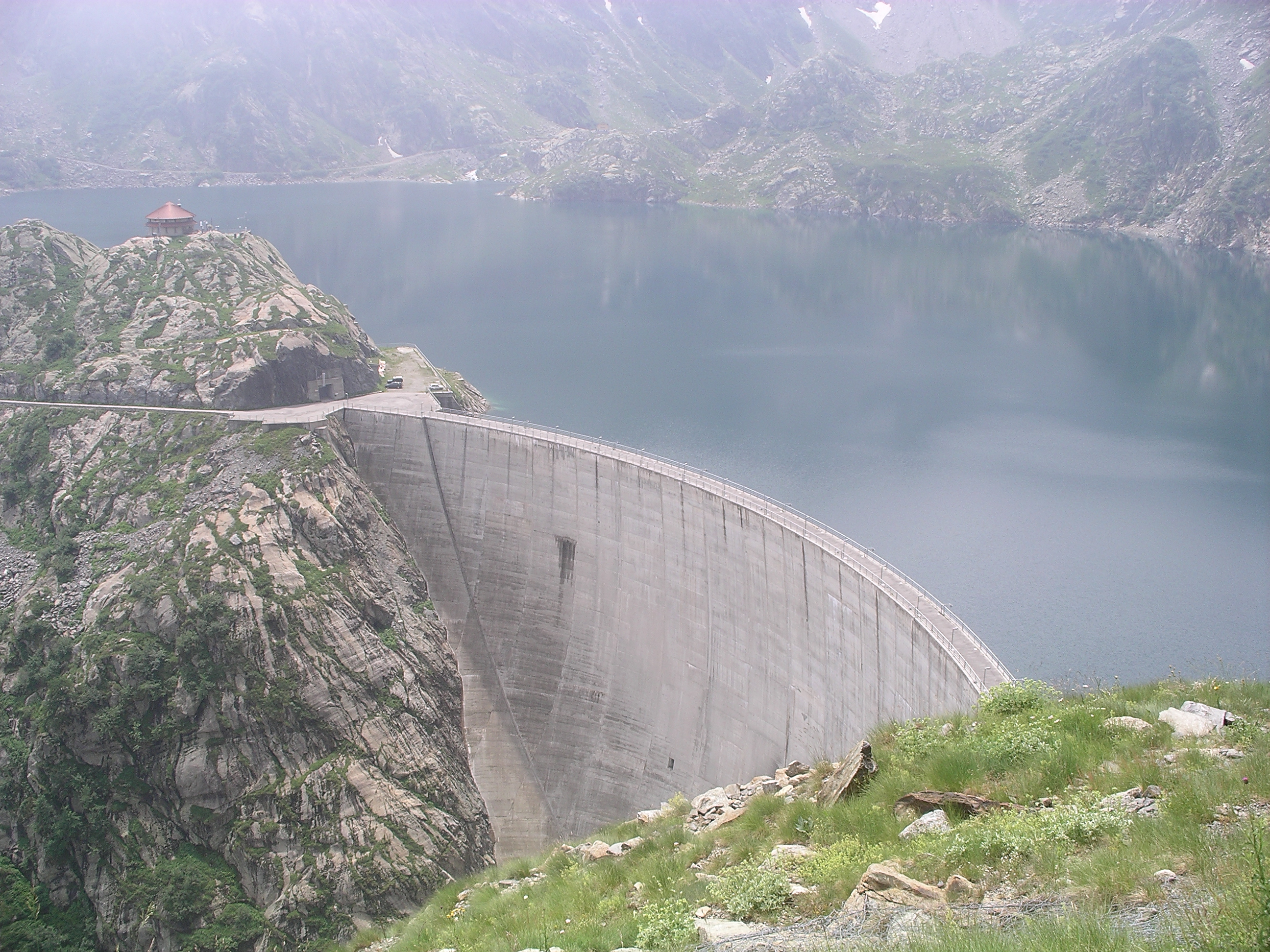
Barrage de Chiotas à Entracque.
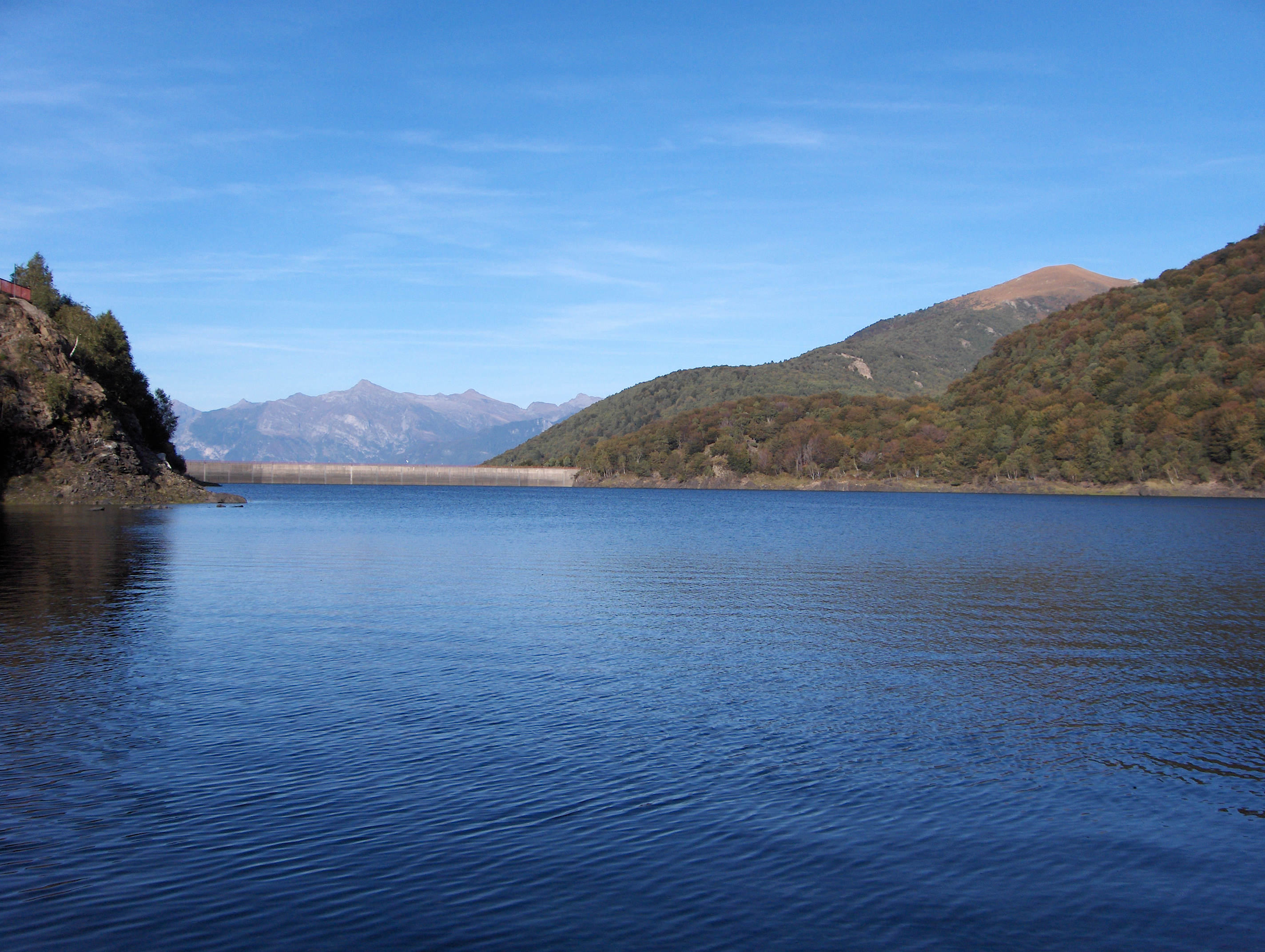
Lac d'Elio, réservoir supérieur de la centrale de pompage de Roncovalgrande.
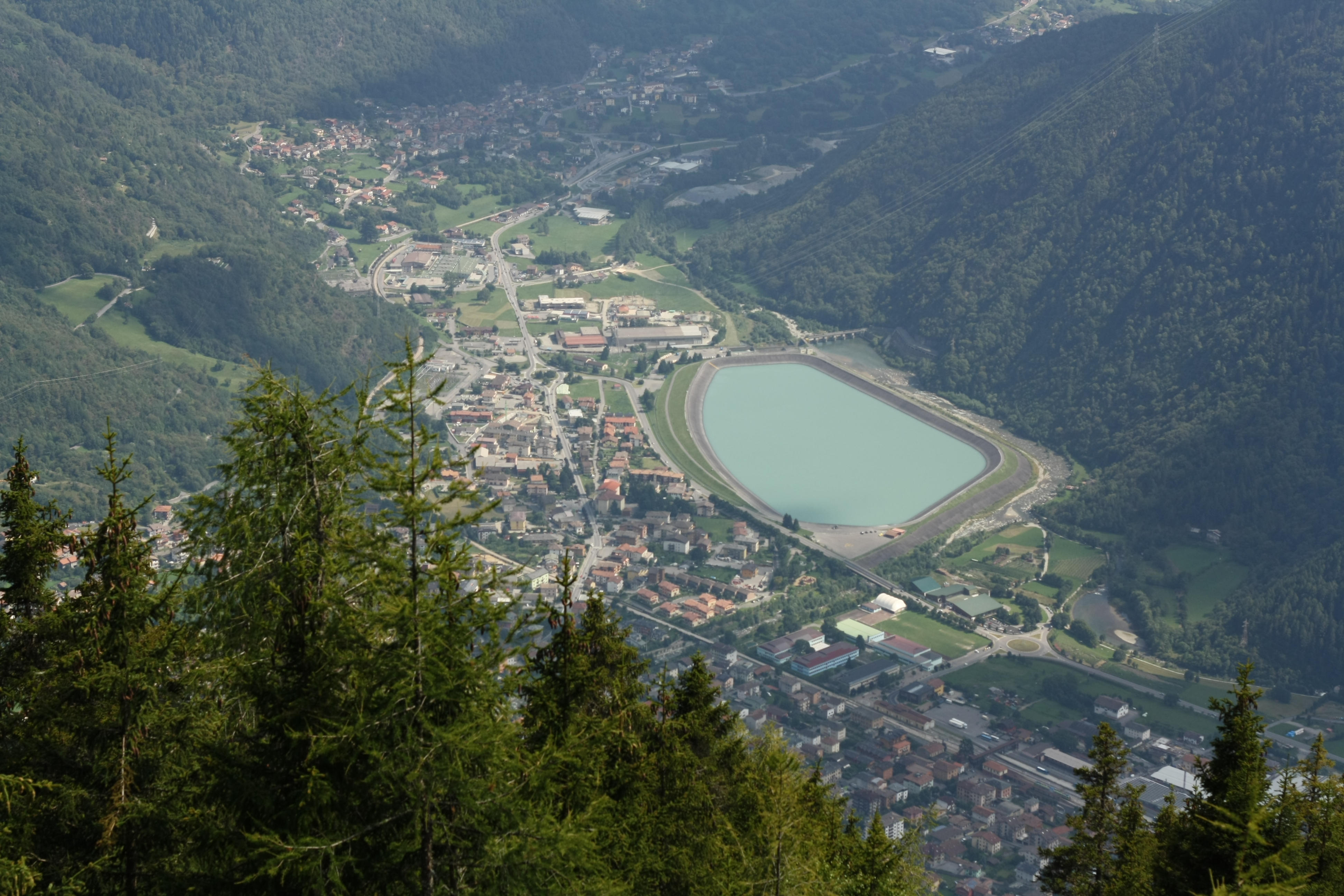
Réservoir inférieur de la centrale de pompage d'Edolo.
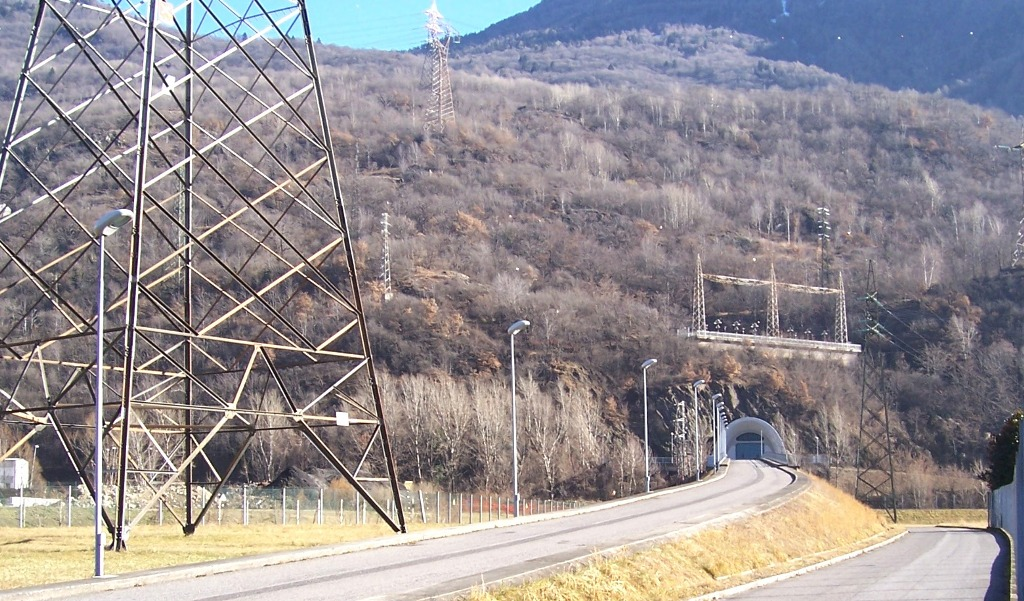
Centrale de San Fiorano.
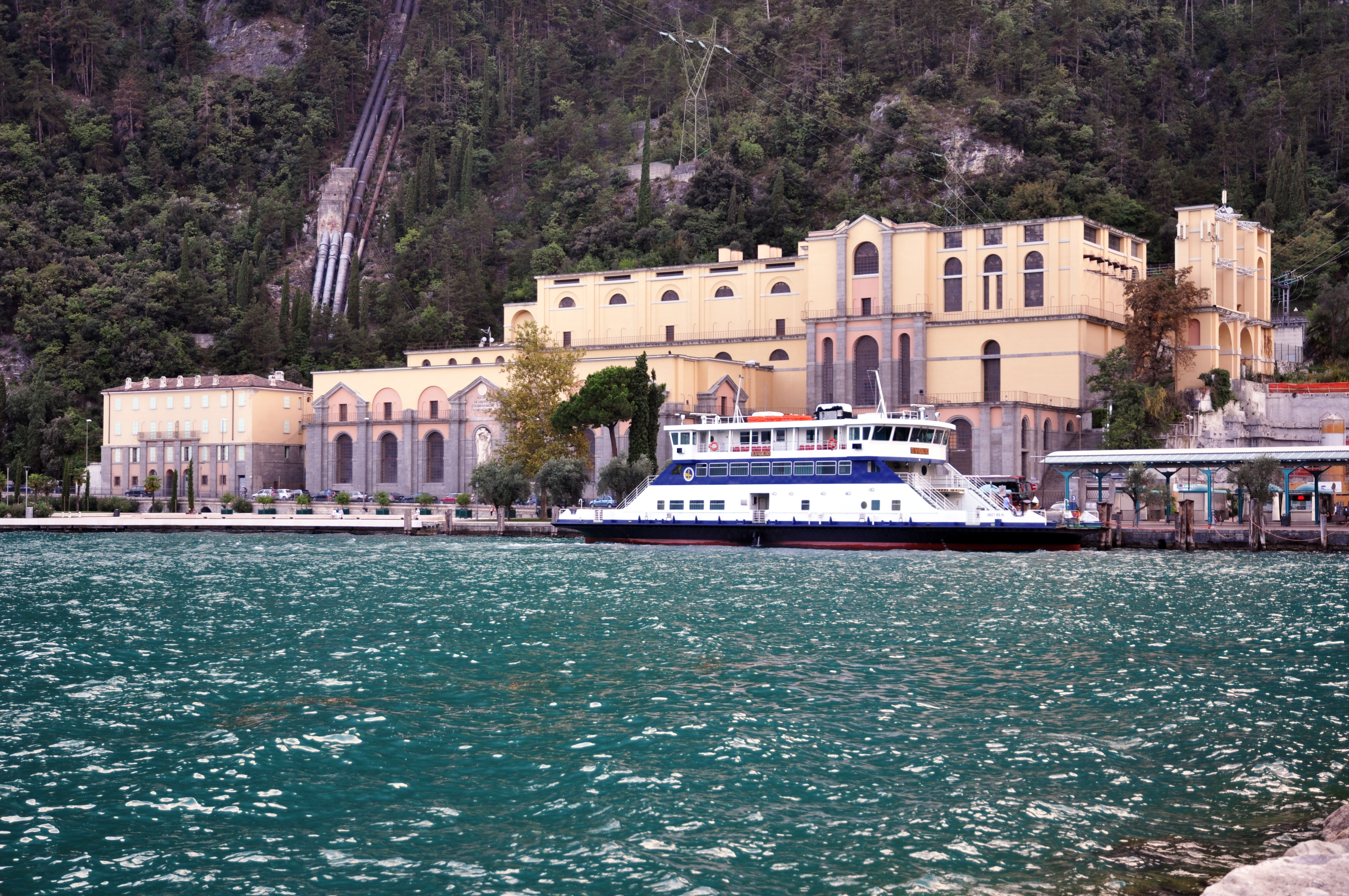
Centrale du Ponale (Riva del Garda).

| Centrale                | Localité       | Province                   | Mise en service | Propriétaire | Puissance électrique (MW) | Production moyenne (GWh) | Hauteur de chute (m) |
| Luigi Einaudi           | Entracque      | Cuneo (Piémont)            | 1982            | Enel         | 1 318                     | 1 466                    | 1 000                |
| Roncovalgrande          | Maccagno       | Varèse (Lombardie)         | 1971-74         | Enel         | 1 040                     | 984                      | 736                  |
| Domenico Cimarosa       | Presenzano     | Caserte (Campanie)         | 1991            | Enel         | 1 000                     | 1 276                    | 495                  |
| Edolo,                  | Edolo          | Brescia (Lombardie)        | 1983-87         | Enel         | 976                       | 1 021                    | 1 260                |
| San Fiorano             | Sellero        | Brescia                    | 1973            | Enel         | 560                       | 318                      | 1 403                |
| San Giacomo             | Fano Adriano   | Teramo, Abruzzes           | 1947-1998       | Enel         | 448                       | 291                      | 657                  |
| Riva del Garda (Ponale) | Riva del Garda | Trente, Trentin-Haut-Adige | 1929-1955       | Enel         | 94                        |                          |                      |

### Centrales conventionnelles

Principales centrales hydroélectriques italiennes
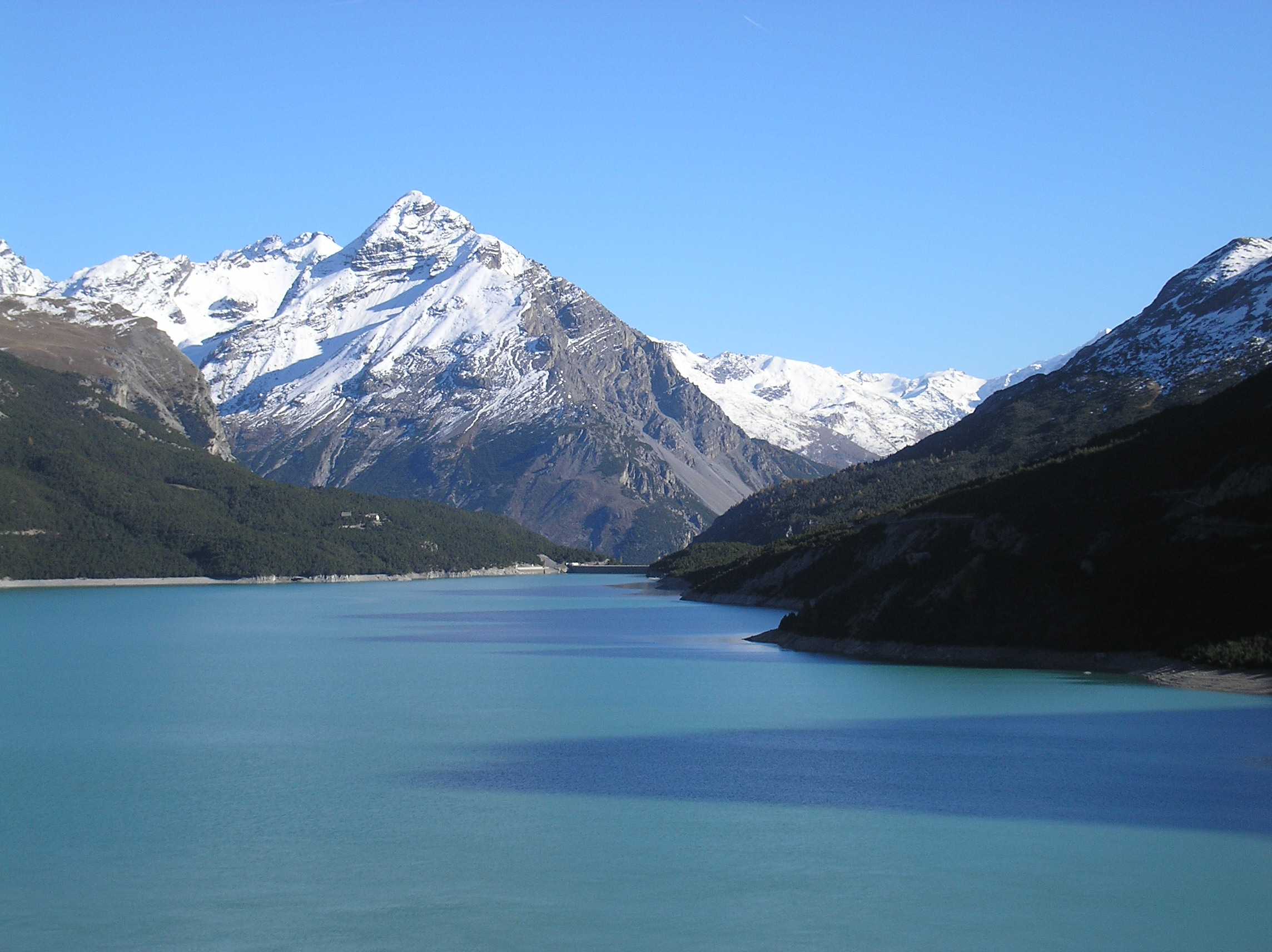
Lac de Cancano, qui alimente les centrales de Premadio et Grosio.
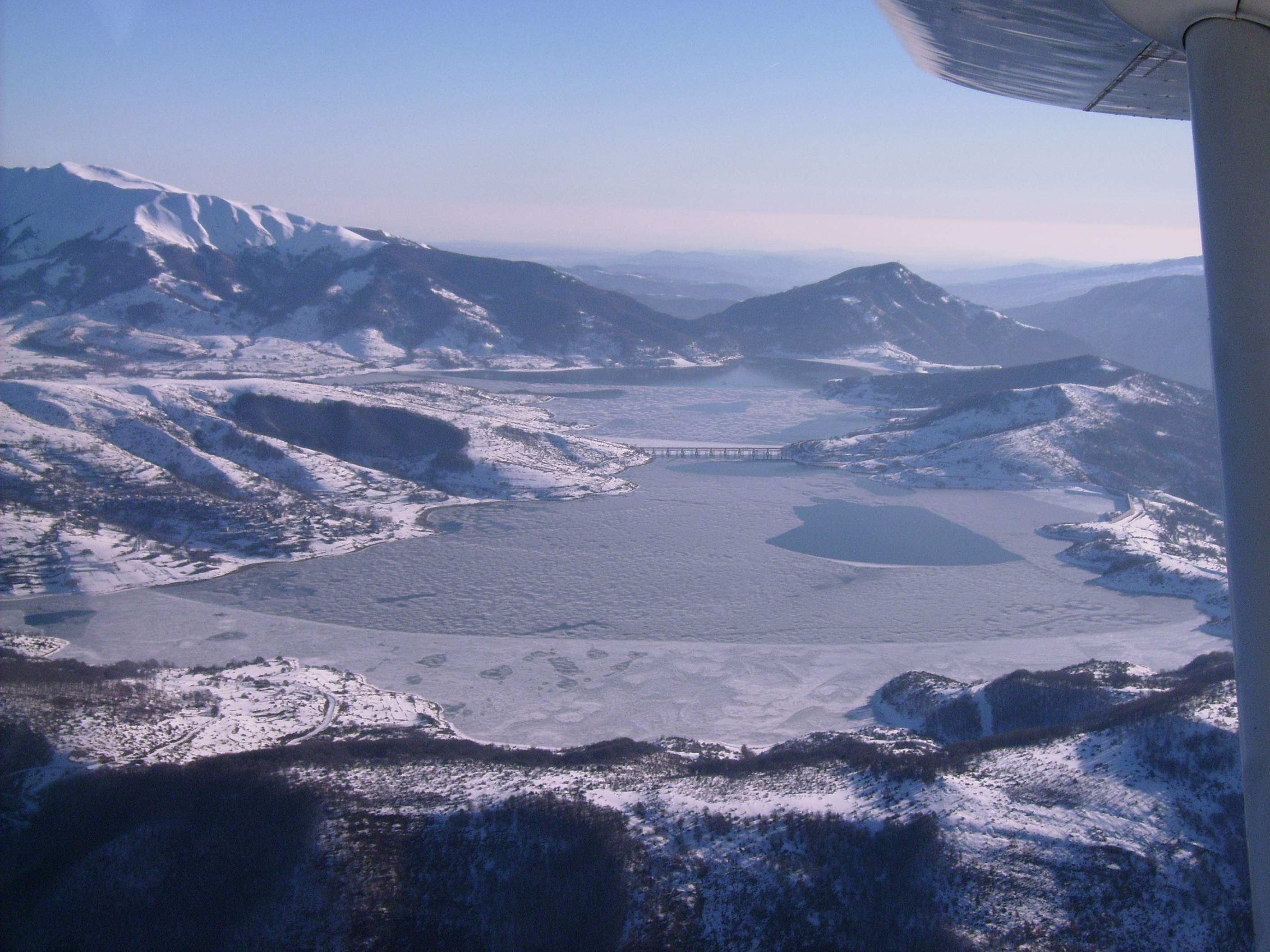
Lac de Campotosto, qui alimente les centrales de Provvidenza, San Giacomo et Montorio.
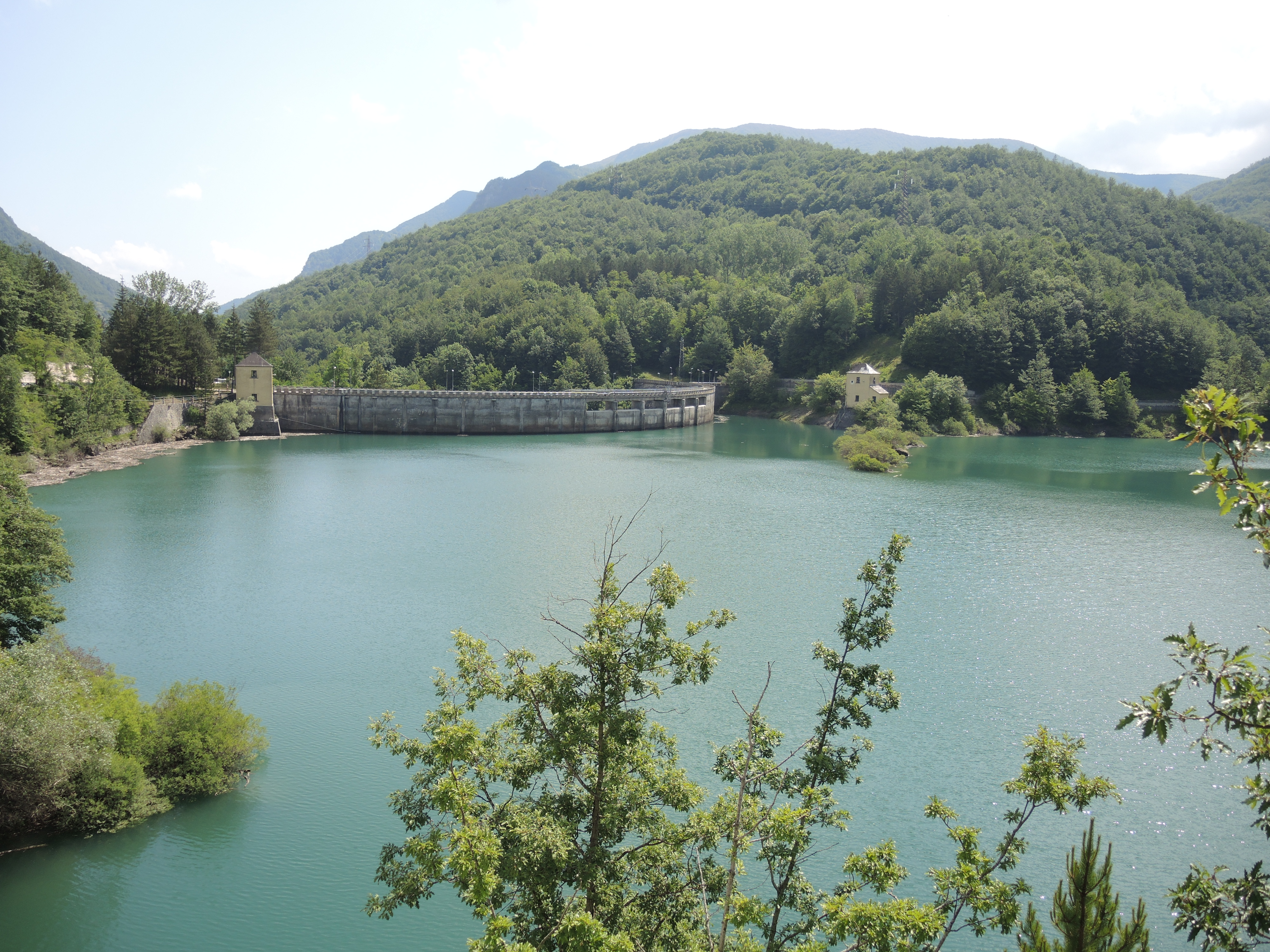
Barrage de Provvidenza.
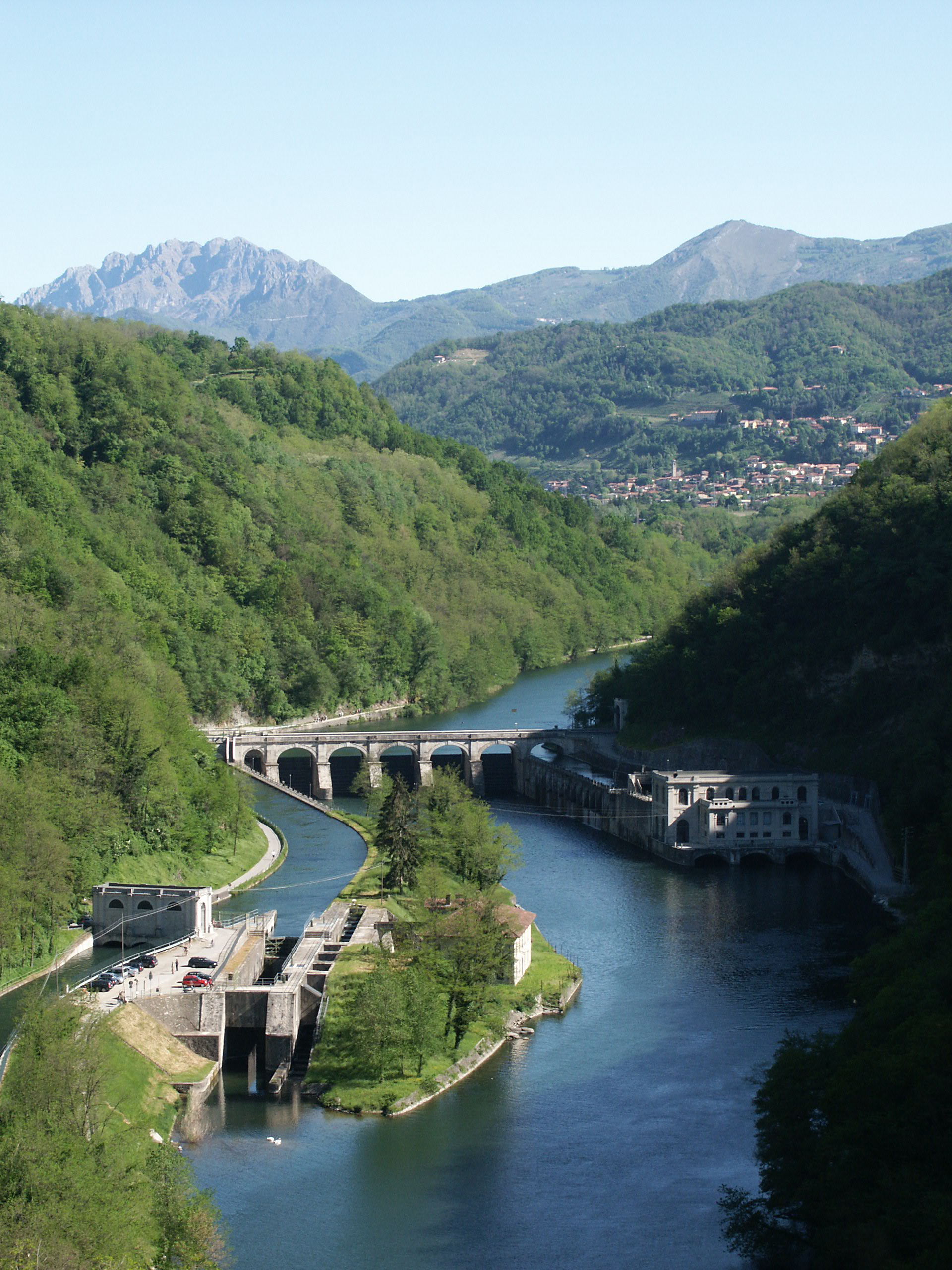
Centrale de Semenza à Calusco sull'Adda.

Les aménagements hydroélectriques les plus importants mettent à profit les eaux de tout un bassin fluvial, avec une cascade de barrages ; par exemple :
- haute vallée de l'Adda[20] (province de Sondrio, Lombardie) : deux barrages (San Giacomo di Fraele, mis en service en 1950 à 1 951 m d'altitude, réservoir de 64 hm3 ; Cancano, mis en service en 1956 à 1 902 m, réservoir de 123 hm3), et quatre centrales : Premadio (226 MW, chute : 598 m), Grosio (428 MW, chute : 626 m), Lovero (49 MW) et Stazzona (30 MW) ;
- Val Malenco[21] (province de Sondrio, Lombardie), vallée de la Lanterna : deux barrages (Campo Moro, mis en service en 1958 à 1 951 m d'altitude, réservoir de 11 hm3 ; Alpe Gera, mis en service en 1964 à 2 128 m, réservoir de 68 hm3), et trois centrales : Campo Moro (35 MW, chute : 133 m), Lanzada (210 MW, chute : 1 000 m), (148 MW, chute : 700 m) ;
- Valchiavenna[2] (province de Sondrio, Lombardie) : huit centrales d'une puissance totale de 382 MW sur les torrents Liro et Mera jusqu'au lac de Come ; la principale est la centrale de Mese : 170 MW, mise en service en 1927 et réhabilitée en 2009 ;
- Tagliamento[22] (province d'Udine, en Frioul-Vénétie Julienne) : 26 centrales d'une puissance totale de 319 MW sur les fleuves Tagliamento et Isonzo et le torrent Cellina ; les deux principales sont celles de Somplago et d'Ampezzo.

| Centrale          | Rivière       | Localité              | Province            | Mise en service | Exploitant       | Puissance (MW) | Production moyenne (GWh) | Hauteur de chute (m) |
| Grosio,           | Adda          | Grosio                | Sondrio (Lombardie) | 1960-2002       | A2A              | 428            |                          | 598                  |
| Galleto           | Velino        | Terni                 | Terni, Ombrie       | 1929            | ERG              | 326            | 654                      |                      |
| Premadio,         | Adda          | Valdidentro           | Sondrio (Lombardie) | 1960-2002       | A2A              | 226            |                          | 647                  |
| Lanzada           | Lanterna      |                       | Sondrio (Lombardie) | 1955            | Enel             | 210            | 280                      | 1 000                |
| Timpagrande,      | Arvo          | Cotronei              | Crotone, (Calabre)  | 1963-80         | A2A              | 191            | 266                      | 539                  |
| Pont Ventoux Susa | Doire ripaire | Jaillons              | Turin, Piémont      | 2005            | Iren Energia Spa | 150            |                          |                      |
| Sondrio           | Lanterna      |                       | Sondrio (Lombardie) | 1960            | Enel             | 148            | 410                      | 700                  |
| Provvidenza       | Vomano        | Campotosto            | L'Aquila, Abruzzes  | 1949            | Enel             | 141            | 70                       | 287                  |
| Orichella,        | Arvo          | San Giovanni in Fiore | Cosenza, (Calabre)  | 1980-81         | A2A              | 129            | 144                      | 471                  |
| Montorio          | Vomano        | Montorio al Vomano    | Teramo, Abruzzes    | 1955            | Enel             | 110            | 195                      | 258                  |